# Even Dozen Jug Band
Die Even Dozen Jug Band, gegründet 1963 von den Gitarristen Stefan Grossman und Peter Siegel in New York, war eine amerikanische Jug-Band. Zu den Mitgliedern der Formation zählten Musiker, die später in ganz verschiedenen Genres Berühmtheit erlangten: Sängerin Maria Muldaur (damals Maria D’Amato) wechselte zur Jim Kweskin Jug Band, John Sebastian gründete die Rockband Lovin’ Spoonful, David Grisman entwickelte sich in Richtung Bluegrass, Steve Katz ging zu Blues Project und später zur Jazzrock-Band Blood, Sweat & Tears, und Joshua Rifkin wechselte nach einer Ragtime-Phase zur Klassik, wurde Barockmusik- und Bach-Interpret.
Die Even Dozen Jug Band bestand nur kurze Zeit. Im Januar 1964 kam ihr einziges Album, The Even Dozen Jug Band, auf den Markt, produziert von Paul A. Rothchild für Elektra Records. Einzelne Stücke der Band erschienen später auf verschiedenen Samplern.
Während ihres kurzen Bestehens hatte die Band einige Fernsehauftritte und gab verschiedene Konzerte, darunter zwei in der New Yorker Carnegie Hall.